# قرية تولي (نيويورك)
قرية تولي (بالإنجليزية: Tully (village), New York)‏ هي منطقة سكنية تقع في الولايات المتحدة في مقاطعة أونونداغا، نيويورك. يقدر عدد سكانها بـ 873 نسمة ومساحتها 1.7 كم2 .